# Ottobeurer Haus

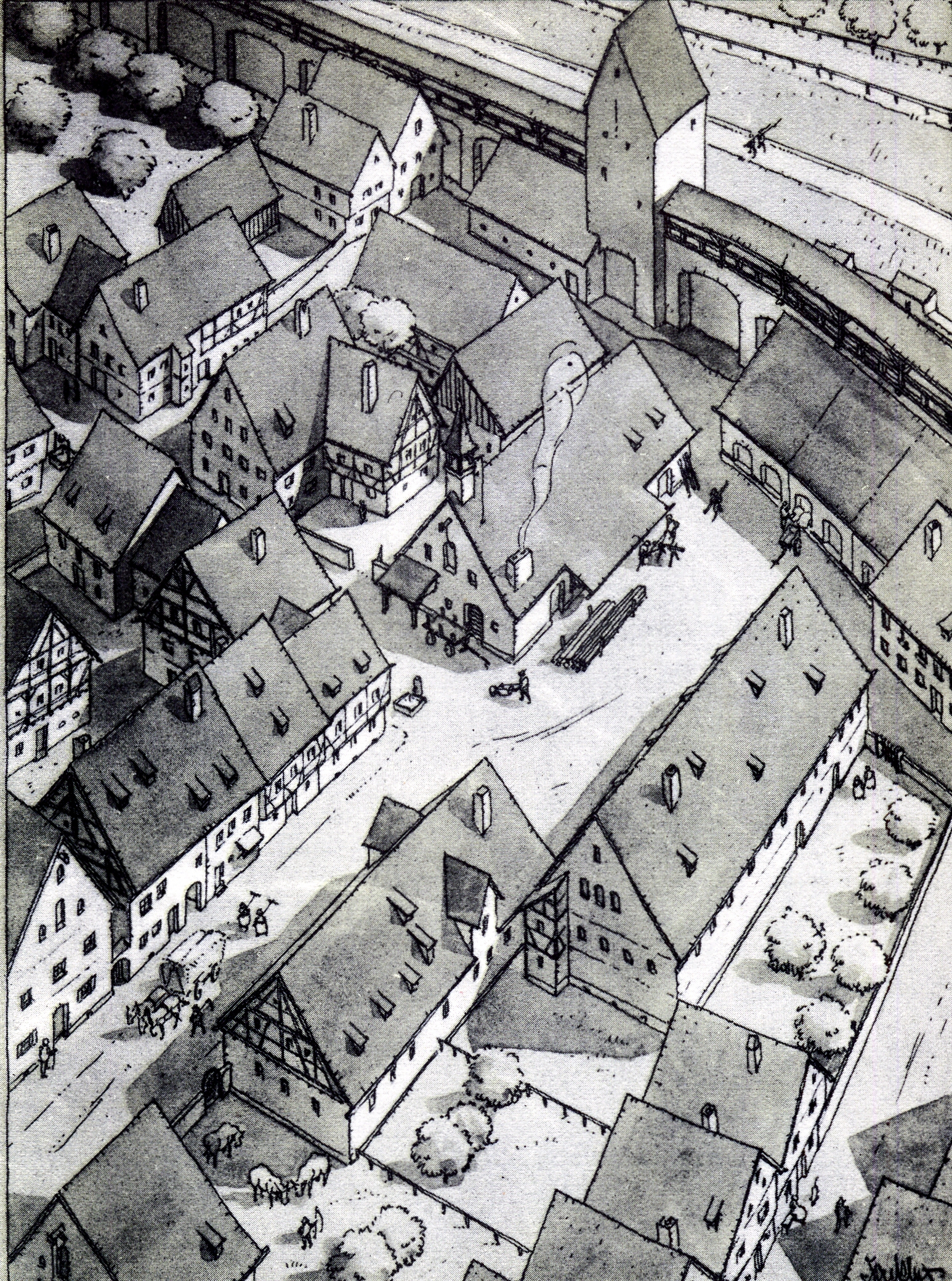
Das Ottobeurer Haus und Werkhäuser in einer Zeichnung aus dem Jahre 1929

Das Ottobeurer Haus war ein unter Denkmalschutz gestelltes Haus in der oberschwäbischen Stadt Memmingen. Es wurde im Zuge der Stadterneuerung zugunsten des Maxi-Centers abgerissen.

## Geschichte
An der Stelle befand sich bereits seit 1443 ein Haus im Besitz des Klosters Ottobeuren. So heißt es in mehreren Memminger Chroniken Jodocus Niderhoffer ein Memminger Kind Abt zu Ottenbeuren/war zuvor Probst zu S. Niclaus bey Memmingen. Bracht dem Closter Ottenbeuren sein und seiner Voreltern Hauß zu/das sie zu Memmingen hatten/welches vielleicht dieses ist/so noch dieser Zeit dem gedachten Closter zugehöret. Die erste Wasserleitung erhielt das Haus im Jahre 1564, als Abt Caspar von Ottobeuren der Stadt erlaubte, vom Benninger Ried, welches zum klösterlichen Territorium gehörte, Wasserleitungen in die Stadt zu legen. Im Jahre 1647 wurde dieses ältere Haus abgebrochen. Nach einem notdürftigen Wiederaufbau wurde es in den Jahren 1663 bis 1667 durch einen Neubau ersetzt. Im Zuge der Säkularisation verkaufte das Kloster das Haus an einen Memminger Bürger, der es noch im selben Jahr an den bayerischen Staat weiterveräußerte. Von 1804 bis 1856 war dort das Salzamt der königlichen Salinenverwaltung untergebracht. Bei den Prozessionen der katholischen Stadtbevölkerung wurde ab 1804 vor dem Ottobeurer Haus ein Altar aufgebaut. Im Jahre 1856 wurde es als Gefängnis umgebaut. Dabei wurde ein Großteil der Fenster im Hauptbau verändert. In den 1970er Jahren wurde es zugunsten eines Neubaus abgebrochen, nachdem die Justizvollzugsanstalt Memmingen in der Gaswerkstraße neu errichtet worden war.

## Baubeschreibung
Das zweigeschossige freistehende Haus besaß drei zu zwölf Achsen und ein Satteldach. Im Erdgeschoss hatten einige Fenster den Umbau von 1850 überstanden. An der Südseite befanden sich fünf gedrückte Ochsenaugen mit Diagonalgittern. An der Ostseite hatte ein solches Fenster Diagonalgitter; zwei waren ohne Gitter. An der Südseite befand sich ein rechteckiges Fenster mit dem gleichen Gitter. Im Erdgeschoss befand sich eine Halle mit vier Kreuzgratgewölben auf einer Säule mit dorischem Kapitell. Alle anderen Räume mit Ausnahme eines Raums an der Südseite besaßen Kreuzgratgewölbe. Im Obergeschoss befand sich ein Längsgang und zwei kurze Quergänge mit Kreuzgratgewölben. Auf der Nordseite hatten drei Räume kräftige Stuckrahmen an den Decken aus der Erbauungszeit.